# Морфема
Морфема или морфем (од грч. μορφή, што значи облик), је најмања језичка јединица која има форму, функцију, лексичко или граматичко значење. Обично је мања од речи, а већа од фонеме. Једна реч може да садржи једну морфему или више њих.

## Разлагање речи на морфеме
Примери:
- речи од једне морфеме: и, или, од, до, из, код, уз, на, рад, ред
- речи од две морфеме: кућ-а, соб-а, рад-ња, мол-ба
- речи од три морфеме: куп-и-ти, рад-и-ти
- речи од четири морфеме: по-куп-и-ти, при-куп-и-ти, са-куп-и-ти, пре-рад-и-ти, об-рад-и-ти, из-рад-и-ти

Овде је неопходно разликовати морфеме од слогова. Док се морфеме баве цепањем речи на делове који имају одређено значење, слогови служе за њихову звуковну организацију. Нпр. реч „купити“ се према слоговима може разложити на: ку-пи-ти, док се према морфемима разлаже на: куп-и-ти.

## Проучавање морфема
Морфемика је део морфологије који проучава природу, састав, структуру и дистрибуцију морфема.
Док се морфолошка анализа бави разматрањем и тумачењем речи и облика према њиховој припадности одређеној врсти (именице, придеви, глаголи, везници итд.), промењивости (деклинација и конјункција) и другим морфолошким вредностима, морфемска анализа бави се разматрањем речи и облика према природи, саставу и структури морфема, односно издвајањем минималних делова речи и облика са значењем.

## Врсте морфема
Морфеме се деле на две основне групе:
- корен - где је морфема носилац лексичког значења речи, које припада само тој речи
- афикс - се налази испред или иза корена речи и даје јој граматичко значење. То је несамостална или везана морфема.[4]. Може да се састоји од једне фонеме или више њих. Према месту које има у односну на корен речи, може бити:

1. префикс - испред корена речи или неког другог префикса и служи за формирање нових значења речи са истим кореном.
2. инфикс - означава уметак иза корена речи или иза суфикса, увек пре наставка за облик речи
3. суфикс - иза корена речи, инфикса или иза неког другог суфикса

приликом формирања основе речи, или се користи као наставак за разне облике (флексије) речи са истим значењем.
Примери:
- реч „урадити“: у-рад-и-ти,

„у“ је префикс, „рад“ је коренски морфем (корен), „и“ је суфикс, а „ти“ је наставак за облик
- реч превозити: пре-воз-и-ти

„пре“ је префикс, „воз“ је корен, „и“ је суфикс, а „ти“ је наставак за облик
- реч „радник“: рад-ник

„рад“ је корен, „ник“ је суфикс и служи за образовање нове речи са потпуно другачијим значењем од речи „рад“
- реч „градови“: град-ов-и

„град“ је корен, „ов“ је инфикс, а „и“ је наставак за облик
- реч „јестиви“: јест-ив-и

„јест“ је корен, „ив“ је инфикс, „и“ је наставак за облик
Нулти афикс је један облик речи без афикса (нема додатака), док у свим осталим облицима исте речи афикс постоји. Нпр. реч „рог“ има нулти афикс у номинативу једнине, док се у осталим падежима и множини додају одговарајући афикси.